# Kameradschaftsbund
Kameradschaftsbund byla německá nacionalistická organizace v Československu, existující oficiálně v letech 1926–1934.

## Historie
Kameradschaftsbund byla sudetoněmecká elitářská organizace inspirovaná antidemokratickým učením Othmara Spanna o stavovském státu, vyznávala německý nacionalismus. Systematicky pronikala do jiných německých organizací v ČSR. Mezi významné osobnosti patřili mj. Walter Brand, Ernst Kundt, Hans Neuwirth, Wilhelm Sebekovsky a Konrad Henlein. Vůdcem byl Walter Heinrich, velký vliv měl především Heinz Rutha. Kameradschaftsbund byl původně negativistickou organizací, od roku 1928 měl za cíl přeměnit Československo stát s rozsáhlou autonomií jednotlivých národností.
Kameradschaftsbund reprezentoval duchovně a kulturně determinované pojetí etnicity, a byl tak ideologicky i politicky v příkrém rozporu s rasistickou teorií nacionálního socialismu. Politickým cílem byla přeměna Československa ve federalistický stát podle učení Othmara Spanna, který měl mimo jiné překonat konflikty mezi etnickými skupinami Čechů a (sudetských) Němců; Němci v něm měli mít autonomii a neměli se stát součástí Německé říše. Členové Kameradschaftsbundu měli velký vliv na vznik a řízení Sudetendeutsche Heimatfront (od roku 1935 Sudetendeutsche Partei). Po roce 1937 jejich vliv na stranu upadl a ve straně se prosadili nacisté.
Členové Kameradschaftsbundu byli v době nacistické diktatury pronásledováni a byli mimo jiné souzeni v roce 1940 v rámci tzv. drážďanských procesů.